# Courage (álbum de Milton Nascimento)
| Críticas profissionais | Críticas profissionais |
| Avaliações da crítica  | Avaliações da crítica  |
| Fonte                  | Avaliação              |
| ---------------------- | ---------------------- |
| Allmusic               | [ 1 ]                  |

Courage é o 2º (segundo) álbum do cantor e compositor Milton Nascimento. Foi lançado em LP em 1968.

## Faixas
1. Bridges (Travessia) (Fernando Brant/ Milton Nascimento)
2. Vera Cruz (Márcio Borges/ Milton Nascimento)
3. Três Pontas (Milton Nascimento/ Ronaldo Bastos)
4. Outubro (Fernando Brant/ Milton Nascimento)
5. Courage (Márcio Borges/ Milton Nascimento/ Paul Williams)
6. Rio Vermelho (Danilo Caymmi/ Milton Nascimento/ Ronaldo Bastos)
7. Gira, Girou (Márcio Borges/ Milton Nascimento)
8. Morro Velho (Milton Nascimento)
9. Catavento (Milton Nascimento)
10. Canção Do Sal (Milton Nascimento)